# Dilophus bipunctatus
Dilophus bipunctatus är en tvåvingeart som beskrevs av Guang Yu Luo och Yang 1988. Dilophus bipunctatus ingår i släktet Dilophus och familjen hårmyggor. Inga underarter finns listade i Catalogue of Life.